# Liste der Monuments historiques in Chepoix
Die Liste der Monuments historiques in Chepoix führt die Monuments historiques in der französischen Gemeinde Chepoix auf.

## Liste der Bauwerke
| Bezeichnung                              | Beschreibung                                   | Standort | Kennzeichnung | Schutzstatus | Datum | Bild           |
| ---------------------------------------- | ---------------------------------------------- | -------- | ------------- | ------------ | ----- | -------------- |
| Grabkapelle der Familie Joseph Bellemère | Erbaut im zweiten Viertel des 20. Jahrhunderts | (Lage)   | PA60000061    | Classé       | 2011  | weitere Bilder |

## Liste der Objekte
- Monuments historiques (Objekte) in Chepoix in der Base Palissy des französischen Kultusministeriums